# Lijst van Eerste Kamerleden 1995-1999
Lijst van Eerste Kamerleden 1995-1999 geeft een overzicht van de leden van de Nederlandse Eerste Kamer in de periode tussen de verkiezingen van 1995 en de verkiezingen van 1999. De zittingsperiode van de Eerste Kamer ging in op 13 juni 1995 en eindigde op 8 juni 1999. 
De Eerste Kamer telde 75 leden, gekozen door de leden van Provinciale Staten. Eerste Kamerleden werden gekozen voor een termijn van vier jaar.
| Naam                                   | politieke partij                               | begindatum       | einddatum        | refs   |
| -------------------------------------- | ---------------------------------------------- | ---------------- | ---------------- | ------ |
| Gijs van Aardenne                      | Volkspartij voor Vrijheid en Democratie        | 13 juni 1995     | 10 augustus 1995 | [ 1 ]  |
| Joeke Baarda                           | Christen-Democratisch Appèl                    | 13 juni 1995     | 8 juni 1999      | [ 2 ]  |
| Martin Batenburg                       | AOV/Unie 55+                                   | 13 juni 1995     | 8 juni 1999      | [ 3 ]  |
| Martin Batenburg                       | fractie-Batenburg                              | 13 juni 1995     | 8 juni 1999      | [ 3 ]  |
| Pol de Beer                            | Volkspartij voor Vrijheid en Democratie        | 5 september 1995 | 8 juni 1999      | [ 4 ]  |
| Gert van den Berg                      | Staatkundig Gereformeerde Partij               | 13 juni 1995     | 8 juni 1999      | [ 5 ]  |
| Joop van den Berg                      | Partij van de Arbeid                           | 13 juni 1995     | 1 augustus 1996  | [ 6 ]  |
| Marten Bierman                         | Platform van Onafhankelijke Groepen/De Groenen | 13 juni 1995     | 8 juni 1999      | [ 7 ]  |
| Wim de Boer                            | Groen Links                                    | 13 juni 1995     | 8 juni 1999      | [ 8 ]  |
| Peter Boorsma                          | Christen-Democratisch Appèl                    | 13 juni 1995     | 8 juni 1999      | [ 9 ]  |
| Gerrit Braks                           | Christen-Democratisch Appèl                    | 13 juni 1995     | 8 juni 1999      | [ 10 ] |
| Nicoline van den Broek-Laman Trip      | Volkspartij voor Vrijheid en Democratie        | 13 juni 1995     | 8 juni 1999      | [ 11 ] |
| Job Cohen                              | Partij van de Arbeid                           | 13 juni 1995     | 3 augustus 1998  | [ 12 ] |
| Dick Dees                              | Volkspartij voor Vrijheid en Democratie        | 13 juni 1995     | 8 juni 1999      | [ 13 ] |
| Kees van Dijk                          | Christen-Democratisch Appèl                    | 13 juni 1995     | 8 juni 1999      | [ 14 ] |
| Wim van Eekelen                        | Volkspartij voor Vrijheid en Democratie        | 13 juni 1995     | 8 juni 1999      | [ 15 ] |
| Huib Eversdijk                         | Christen-Democratisch Appèl                    | 13 juni 1995     | 8 juni 1999      | [ 16 ] |
| Hanneke Gelderblom-Lankhout            | Democraten 66                                  | 13 juni 1995     | 8 juni 1999      | [ 17 ] |
| Jos van Gennip                         | Christen-Democratisch Appèl                    | 13 juni 1995     | 8 juni 1999      | [ 18 ] |
| Leendert Ginjaar                       | Volkspartij voor Vrijheid en Democratie        | 13 juni 1995     | 8 juni 1999      | [ 19 ] |
| Jan Glastra van Loon                   | Democraten 66                                  | 13 juni 1995     | 8 juni 1999      | [ 20 ] |
| Jaap Glasz                             | Christen-Democratisch Appèl                    | 13 juni 1995     | 8 juni 1999      | [ 21 ] |
| John van Graafeiland                   | Volkspartij voor Vrijheid en Democratie        | 13 juni 1995     | 8 juni 1999      | [ 22 ] |
| Annemarie Grewel                       | Partij van de Arbeid                           | 13 juni 1995     | 27 februari 1998 | [ 23 ] |
| Toos Grol-Overling                     | Christen-Democratisch Appèl                    | 13 juni 1995     | 8 juni 1999      | [ 24 ] |
| Robert de Haze Winkelman               | Volkspartij voor Vrijheid en Democratie        | 13 juni 1995     | 8 juni 1999      | [ 25 ] |
| Han Heijmans                           | Volkspartij voor Vrijheid en Democratie        | 13 juni 1995     | 8 juni 1999      | [ 26 ] |
| Henk Heijne Makkreel                   | Volkspartij voor Vrijheid en Democratie        | 13 juni 1995     | 8 juni 1999      | [ 27 ] |
| Jan Hendriks                           | AOV/Unie 55+                                   | 13 juni 1995     | 8 juni 1999      | [ 28 ] |
| Jan Hendriks                           | fractie-Hendriks                               | 13 juni 1995     | 8 juni 1999      | [ 28 ] |
| Jan Hendriks                           | Christen-Democratisch Appèl                    | 13 juni 1995     | 8 juni 1999      | [ 28 ] |
| Ruud Hessing                           | Democraten 66                                  | 13 juni 1995     | 8 juni 1999      | [ 29 ] |
| Jan van Heukelum                       | Volkspartij voor Vrijheid en Democratie        | 13 juni 1995     | 8 juni 1999      | [ 30 ] |
| Lammert Hilarides                      | Volkspartij voor Vrijheid en Democratie        | 13 juni 1995     | 8 juni 1999      | [ 31 ] |
| Ernst Hirsch Ballin                    | Christen-Democratisch Appèl                    | 13 juni 1995     | 8 juni 1999      | [ 32 ] |
| Henk Hofstede                          | Christen-Democratisch Appèl                    | 13 juni 1995     | 8 juni 1999      | [ 33 ] |
| Gerrit Holdijk                         | Staatkundig Gereformeerde Partij               | 13 juni 1995     | 8 juni 1999      | [ 34 ] |
| Ria Jaarsma                            | Partij van de Arbeid                           | 13 juni 1995     | 8 juni 1999      | [ 35 ] |
| Ad de Jager                            | Volkspartij voor Vrijheid en Democratie        | 13 juni 1995     | 8 juni 1999      | [ 36 ] |
| Erik Jurgens                           | Partij van de Arbeid                           | 13 juni 1995     | 8 juni 1999      | [ 37 ] |
| Niek Ketting                           | Volkspartij voor Vrijheid en Democratie        | 13 juni 1995     | 8 juni 1999      | [ 38 ] |
| Frits Korthals Altes                   | Volkspartij voor Vrijheid en Democratie        | 13 juni 1995     | 8 juni 1999      | [ 39 ] |
| Hannie van Leeuwen                     | Christen-Democratisch Appèl                    | 13 juni 1995     | 8 juni 1999      | [ 40 ] |
| Luck van Leeuwen                       | Christen-Democratisch Appèl                    | 13 juni 1995     | 8 juni 1999      | [ 41 ] |
| Marijke Linthorst                      | Partij van de Arbeid                           | 13 juni 1995     | 8 juni 1999      | [ 42 ] |
| Aarnout Loudon                         | Volkspartij voor Vrijheid en Democratie        | 13 juni 1995     | 8 juni 1999      | [ 43 ] |
| Paul Luijten                           | Volkspartij voor Vrijheid en Democratie        | 13 juni 1995     | 8 juni 1999      | [ 44 ] |
| Minny Luimstra-Albeda                  | Christen-Democratisch Appèl                    | 13 juni 1995     | 8 juni 1999      | [ 45 ] |
| Geertje Lycklama à Nijeholt            | Partij van de Arbeid                           | 13 juni 1995     | 8 juni 1999      | [ 46 ] |
| Michel Lodewijks                       | Volkspartij voor Vrijheid en Democratie        | 13 juni 1995     | 8 juni 1999      | [ 47 ] |
| Trude Maas-de Brouwer                  | Partij van de Arbeid                           | 8 september 1998 | 8 juni 1999      | [ 48 ] |
| Friso Meeter                           | Partij van de Arbeid                           | 11 maart 1997    | 8 juni 1999      | [ 49 ] |
| Irene Michiels van Kessenich-Hoogendam | Christen-Democratisch Appèl                    | 13 juni 1995     | 8 juni 1999      | [ 50 ] |
| Meine Pit                              | Partij van de Arbeid                           | 13 juni 1995     | 8 juni 1999      | [ 51 ] |
| Tom Pitstra                            | Groen Links                                    | 13 juni 1995     | 8 juni 1999      | [ 52 ] |
| Fré le Poole                           | Partij van de Arbeid                           | 13 juni 1995     | 8 juni 1999      | [ 53 ] |
| Andries Postma                         | Christen-Democratisch Appèl                    | 13 juni 1995     | 8 juni 1999      | [ 54 ] |
| Jaap Rensema                           | Volkspartij voor Vrijheid en Democratie        | 13 juni 1995     | 8 juni 1999      | [ 55 ] |
| Evert Rongen                           | Christen-Democratisch Appèl                    | 13 juni 1995     | 8 juni 1999      | [ 56 ] |
| Fransje Roscam Abbing-Bos              | Volkspartij voor Vrijheid en Democratie        | 13 juni 1995     | 8 juni 1999      | [ 57 ] |
| Bob Ruers                              | Socialistische Partij                          | 19 mei 1998      | 8 juni 1999      | [ 58 ] |
| Jan Nico Scholten                      | Partij van de Arbeid                           | 31 maart 1998    | 8 juni 1999      | [ 59 ] |
| Cobi Schoondergang-Horikx              | Groen Links                                    | 13 juni 1995     | 8 juni 1999      | [ 60 ] |
| Egbert Schuurman                       | Reformatorische Politieke Federatie            | 13 juni 1995     | 8 juni 1999      | [ 61 ] |
| Eddy Schuyer                           | Democraten 66                                  | 13 juni 1995     | 8 juni 1999      | [ 62 ] |
| Boele Staal                            | Democraten 66                                  | 13 juni 1995     | 1 januari 1998   | [ 63 ] |
| Piet Steenkamp                         | Christen-Democratisch Appèl                    | 13 juni 1995     | 8 juni 1999      | [ 64 ] |
| Willem Stevens                         | Christen-Democratisch Appèl                    | 13 juni 1995     | 8 juni 1999      | [ 65 ] |
| Piet Stoffelen                         | Partij van de Arbeid                           | 3 september 1996 | 8 juni 1999      | [ 66 ] |
| Henk Talsma                            | Volkspartij voor Vrijheid en Democratie        | 13 juni 1995     | 8 juni 1999      | [ 67 ] |
| Marie-Louise Tiesinga-Autsema          | Democraten 66                                  | 27 januari 1998  | 8 juni 1999      | [ 68 ] |
| Herman Tjeenk Willink                  | Partij van de Arbeid                           | 13 juni 1995     | 4 maart 1997     | [ 69 ] |
| Elida Tuinstra                         | Democraten 66                                  | 13 juni 1995     | 8 juni 1999      | [ 70 ] |
| Marius Varekamp                        | Volkspartij voor Vrijheid en Democratie        | 13 juni 1995     | 8 juni 1999      | [ 71 ] |
| Elske ter Veld                         | Partij van de Arbeid                           | 13 juni 1995     | 8 juni 1999      | [ 72 ] |
| Kars Veling                            | Gereformeerd Politiek Verbond                  | 13 juni 1995     | 8 juni 1999      | [ 73 ] |
| Jan Verbeek                            | Volkspartij voor Vrijheid en Democratie        | 13 juni 1995     | 8 juni 1999      | [ 74 ] |
| Adrienne Vrisekoop                     | Democraten 66                                  | 13 juni 1995     | 8 juni 1999      | [ 75 ] |
| Jos Werner                             | Christen-Democratisch Appèl                    | 13 juni 1995     | 8 juni 1999      | [ 76 ] |
| Hans Wiegel                            | Volkspartij voor Vrijheid en Democratie        | 13 juni 1995     | 8 juni 1999      | [ 77 ] |
| Jan de Wit                             | Socialistische Partij                          | 13 juni 1995     | 19 mei 1998      | [ 78 ] |
| Thijs Wöltgens                         | Partij van de Arbeid                           | 13 juni 1995     | 8 juni 1999      | [ 79 ] |
| Willem van de Zandschulp               | Partij van de Arbeid                           | 13 juni 1995     | 8 juni 1999      | [ 80 ] |
| Kees Zijlstra                          | Partij van de Arbeid                           | 13 juni 1995     | 8 juni 1999      | [ 81 ] |
| Ans Zwerver                            | Groen Links                                    | 13 juni 1995     | 8 juni 1999      | [ 82 ] |